# 키카이 칼데라

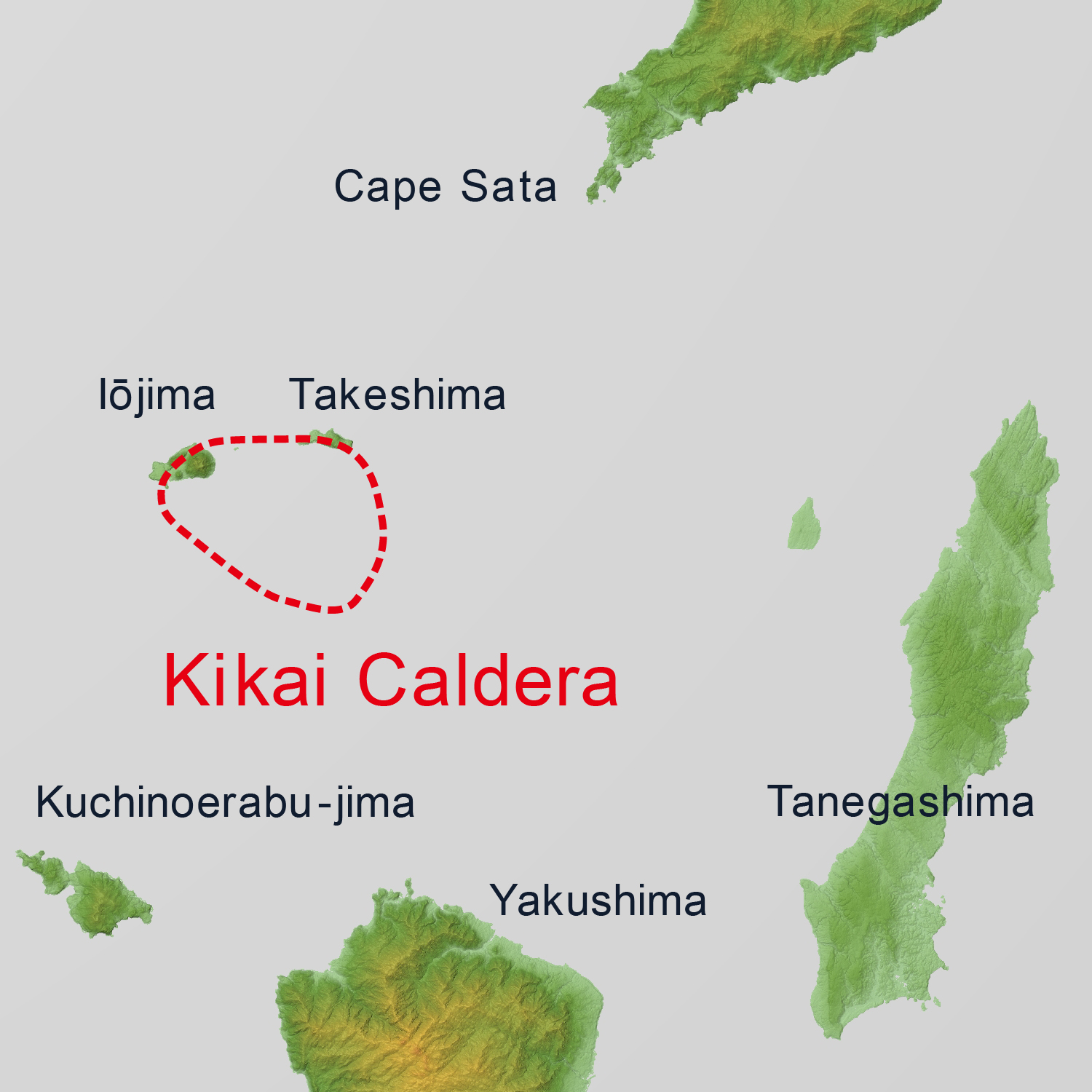
● 키카이 칼데라의 위치

키카이 칼데라(Kikai Caldera)는 일본 류큐 열도 이오섬에 위치한 초화산의 칼데라이다. 이 화산의 화산 폭발 지수는 7이고, 지금도 화산 활동을 펼치고 있다.
봉우리는 이오산(Kikai-Iozan)이며, 정상에서 유황 연기나 증기를 내뿜고 있는 성층 화산 봉우리이다.